# Visfestival
En visfestival är en musikfestival med inriktning på visor.

## Visfestivaler i Norden
Det finns flera årligen återkommande visfestivaler i Norden.
I Sverige finns bland annat visfestivalen Kompledigt i Köpings kommun, Visor i Ruiner i Fännelunda, Visfestivalen i Västervik, Visfestival Falkenberg, Holmöns visfestival, Skulefestivalen och Tjörns visfestival. 
I Danmark finns exempelvis Frederikssunds visefestival och Svendborgs festdage, och i Finland finns bland annat Hangöfestivalen samt Dikt och Ton.
Sedan 1983 publicerar föreningen Nordvisa en lista över visfestivaler i Norden. 